# Campeonato Europeo de Voleibol Femenino de 2021
El XXXII Campeonato Europeo de Voleibol Femenino se celebró en cuatro sedes: Serbia, Rumanía, Bulgaria y Croacia entre el 18 de agosto y el 4 de septiembre de 2021 bajo la organización de la Confederación Europea de Voleibol (CEV) y las federaciones nacionales de las respectivas sedes.
Un total de 24 selecciones nacionales afiliadas a la CEV compitieron por el título europeo, cuyo anterior portador era el equipo de Serbia, vencedor del Europeo de 2019. 
La selección de Italia se adjudicó la medalla de oro al derrotar en la final al equipo de Serbia con un marcador de 1-3. En el partido por el tercer puesto el conjunto de Turquía venció al de los Países Bajos.

## Sedes
| Foto | Grupo          | Ciudad                   | Instalación          | Capacidad |
| ---- | -------------- | ------------------------ | -------------------- | --------- |
|      | A y fase final | Belgrado ( Serbia)       | Štark Arena          | 20 000    |
|      | B y fase final | Plovdiv ( Bulgaria)      | Kolodruma            | 6040      |
|      | C              | Zadar · ( Croacia)       | Arena Krešimir Ćosić | 6500      |
|      | D              | Cluj-Napoca · ( Rumania) | BT Arena             | 7000      |

## Grupos
| Grupo A              | Grupo B         | Grupo C     | Grupo D      |
| -------------------- | --------------- | ----------- | ------------ |
| Azerbaiyán           | Bulgaria        | Bielorrusia | Finlandia    |
| Bélgica              | República Checa | Croacia     | Rumanía      |
| Bosnia y Herzegovina | Alemania        | Hungría     | Suecia       |
| Francia              | Grecia          | Italia      | Países Bajos |
| Rusia                | Polonia         | Eslovaquia  | Turquía      |
| Serbia               | España          | Suiza       | Ucrania      |

## Primera fase
- Todos los partidos en la hora local de Serbia y Croacia (UTC+2) o de Bulgaria y Rumanía (UTC+3).

Los primeros cuatro de cada grupo pasan directamente a los octavos de final.

### Grupo A
| Equipo               | Partidos | Partidos | Partidos |      | Sets | Sets | Sets  | Puntos | Puntos | Puntos |
| Equipo               | PJ       | PG       | PP       | Pts. | SG   | SP   | Ratio | PG     | PP     | Ratio  |
| -------------------- | -------- | -------- | -------- | ---- | ---- | ---- | ----- | ------ | ------ | ------ |
| Serbia               | 5        | 5        | 0        | 14   | 15   | 2    | 7,500 | 405    | 307    | 1,319  |
| Rusia                | 5        | 3        | 2        | 11   | 13   | 7    | 1,857 | 443    | 399    | 1,110  |
| Francia              | 5        | 3        | 2        | 9    | 10   | 8    | 1,250 | 392    | 386    | 1,016  |
| Bélgica              | 5        | 3        | 2        | 8    | 10   | 8    | 1,250 | 418    | 374    | 1,118  |
| Bosnia y Herzegovina | 5        | 1        | 4        | 3    | 3    | 12   | 0,250 | 283    | 355    | 0,797  |
| Azerbaiyán           | 5        | 0        | 5        | 0    | 1    | 15   | 0,067 | 282    | 402    | 0,701  |

- Resultados

| Fecha | Hora  | Partido¹             | Partido¹ | Partido¹             | Res.  | Set 1 | Set 2 | Set 3 | Set 4 | Set 5 | Total     |
| ----- | ----- | -------------------- | -------- | -------------------- | ----- | ----- | ----- | ----- | ----- | ----- | --------- |
| 19.08 | 17:00 | Serbia               | –        | Bosnia y Herzegovina | 3 – 0 | 25-11 | 25-18 | 25-14 | –     | –     | 75 – 43   |
| 20.08 | 17:00 | Azerbaiyán           | –        | Bélgica              | 0 – 3 | 13-25 | 24-26 | 13-25 | –     | –     | 50 – 76   |
| 20.08 | 20:00 | Rusia                | –        | Francia              | 3 – 1 | 25-19 | 14-25 | 25-20 | 25-18 | –     | 89 – 82   |
| 21.08 | 18:00 | Azerbaiyán           | –        | Bosnia y Herzegovina | 0 – 3 | 14-25 | 23-25 | 17-25 | –     | –     | 54 – 75   |
| 21.08 | 21:00 | Francia              | –        | Serbia               | 0 – 3 | 14-25 | 13-25 | 16-25 | –     | –     | 43 – 75   |
| 22.08 | 17:00 | Rusia                | –        | Azerbaiyán           | 3 – 0 | 25-16 | 25-17 | 25-13 | –     | –     | 75 – 46   |
| 22.08 | 20:00 | Serbia               | –        | Bélgica              | 3 – 0 | 25-21 | 25-21 | 25-21 | –     | –     | 75 – 63   |
| 23.08 | 17:00 | Bélgica              | –        | Rusia                | 3 – 2 | 29-31 | 21-25 | 25-13 | 25-22 | 15-11 | 115 – 102 |
| 23.08 | 20:00 | Bosnia y Herzegovina | –        | Francia              | 0 – 3 | 19-25 | 14-25 | 24-26 | –     | –     | 57 – 76   |
| 24.08 | 17:00 | Bosnia y Herzegovina | –        | Bélgica              | 0 – 3 | 23-25 | 19-25 | 15-25 | –     | –     | 57 – 75   |
| 24.08 | 20:00 | Azerbaiyán           | –        | Serbia               | 0 – 3 | 17-25 | 20-25 | 19-25 | –     | –     | 56 – 75   |
| 25.08 | 17:00 | Francia              | –        | Azerbaiyán           | 3 – 1 | 25-19 | 26-28 | 25-11 | 25-18 | –     | 101 – 76  |
| 25.08 | 20:00 | Serbia               | –        | Rusia                | 3 – 2 | 25-22 | 25-19 | 16-25 | 24-26 | 15-10 | 105 – 102 |
| 26.08 | 17:00 | Rusia                | –        | Bosnia y Herzegovina | 3 – 0 | 25-12 | 25-20 | 25-19 | –     | –     | 75 – 51   |
| 26.08 | 20:00 | Bélgica              | –        | Francia              | 1 – 3 | 25-27 | 25-13 | 19-25 | 20-25 | –     | 89 – 90   |

- (¹) – Todos en Belgrado.

### Grupo B
| Equipo          | Partidos | Partidos | Partidos |      | Sets | Sets | Sets  | Puntos | Puntos | Puntos |
| Equipo          | PJ       | PG       | PP       | Pts. | SG   | SP   | Ratio | PG     | PP     | Ratio  |
| --------------- | -------- | -------- | -------- | ---- | ---- | ---- | ----- | ------ | ------ | ------ |
| Bulgaria        | 5        | 4        | 1        | 13   | 14   | 4    | 3,500 | 423    | 350    | 1,209  |
| Polonia         | 5        | 4        | 1        | 12   | 13   | 5    | 2,600 | 433    | 355    | 1,220  |
| Alemania        | 5        | 4        | 1        | 11   | 13   | 6    | 2,167 | 434    | 404    | 1,074  |
| República Checa | 5        | 2        | 3        | 6    | 8    | 10   | 0,800 | 402    | 418    | 0,962  |
| España          | 5        | 1        | 4        | 2    | 4    | 14   | 0,286 | 339    | 424    | 0,800  |
| Grecia          | 5        | 0        | 5        | 1    | 2    | 15   | 0,133 | 335    | 415    | 0,807  |

- Resultados

| Fecha | Hora  | Partido¹        | Partido¹ | Partido¹        | Res.  | Set 1 | Set 2 | Set 3 | Set 4 | Set 5 | Total     |
| ----- | ----- | --------------- | -------- | --------------- | ----- | ----- | ----- | ----- | ----- | ----- | --------- |
| 18.08 | 20:30 | Bulgaria        | –        | Grecia          | 3 – 0 | 25-20 | 25-15 | 25-19 | –     | –     | 75 – 54   |
| 19.08 | 17:30 | España          | –        | República Checa | 1 – 3 | 25-22 | 20-25 | 22-25 | 20-25 | –     | 87 – 97   |
| 19.08 | 20:30 | Alemania        | –        | Polonia         | 1 – 3 | 22-25 | 25-23 | 21-25 | 22-25 | –     | 90 – 98   |
| 20.08 | 17:30 | República Checa | –        | Alemania        | 1 – 3 | 23-25 | 25-20 | 23-25 | 21-25 | –     | 92 – 95   |
| 20.08 | 20:30 | Grecia          | –        | Polonia         | 0 – 3 | 16-25 | 20-25 | 19-25 | –     | –     | 55 – 75   |
| 21.08 | 17:30 | República Checa | –        | Polonia         | 1 – 3 | 25-20 | 15-25 | 21-25 | 18-25 | –     | 79 – 95   |
| 21.08 | 20:30 | Bulgaria        | –        | España          | 3 – 0 | 25-12 | 25-19 | 25-21 | –     | –     | 75 – 52   |
| 22.08 | 16:00 | Grecia          | –        | España          | 2 – 3 | 22-25 | 26-24 | 16-25 | 25-22 | 13-15 | 102 – 111 |
| 22.08 | 19:00 | Alemania        | –        | Bulgaria        | 3 – 2 | 25-23 | 16-25 | 25-21 | 18-25 | 15-10 | 99 – 104  |
| 23.08 | 17:30 | Grecia          | –        | República Checa | 0 – 3 | 24-26 | 26-28 | 15-25 | –     | –     | 65 – 79   |
| 23.08 | 20:30 | Polonia         | –        | España          | 3 – 0 | 25-15 | 25-15 | 25-8  | –     | –     | 75 – 38   |
| 24.08 | 17:30 | Alemania        | –        | Grecia          | 3 – 0 | 25-20 | 25-17 | 25-22 | –     | –     | 75 – 59   |
| 24.08 | 20:30 | Bulgaria        | –        | República Checa | 3 – 0 | 26-24 | 25-12 | 25-19 | –     | –     | 76 – 55   |
| 25.08 | 17:30 | España          | –        | Alemania        | 0 – 3 | 13-25 | 17-25 | 21-25 | –     | –     | 51 – 75   |
| 25.08 | 20:30 | Bulgaria        | –        | Polonia         | 3 – 1 | 18-25 | 25-21 | 25-21 | 25-23 | –     | 93 – 90   |

- (¹) – Todos en Plovdiv.

### Grupo C
| Equipo      | Partidos | Partidos | Partidos |      | Sets | Sets | Sets   | Puntos | Puntos | Puntos |
| Equipo      | PJ       | PG       | PP       | Pts. | SG   | SP   | Ratio  | PG     | PP     | Ratio  |
| ----------- | -------- | -------- | -------- | ---- | ---- | ---- | ------ | ------ | ------ | ------ |
| Italia      | 5        | 5        | 0        | 15   | 15   | 1    | 15,000 | 402    | 297    | 1,354  |
| Croacia     | 5        | 4        | 1        | 12   | 12   | 4    | 3,000  | 373    | 322    | 1,158  |
| Bielorrusia | 5        | 3        | 2        | 7    | 9    | 10   | 0,900  | 396    | 417    | 0,950  |
| Hungría     | 5        | 1        | 4        | 5    | 8    | 13   | 0,615  | 439    | 470    | 0,934  |
| Eslovaquia  | 5        | 1        | 4        | 4    | 7    | 13   | 0,538  | 424    | 461    | 0,920  |
| Suiza       | 5        | 1        | 4        | 2    | 4    | 14   | 0,286  | 367    | 434    | 0,846  |

- Resultados

| Fecha | Hora  | Partido¹    | Partido¹ | Partido¹    | Res.  | Set 1 | Set 2 | Set 3 | Set 4 | Set 5 | Total     |
| ----- | ----- | ----------- | -------- | ----------- | ----- | ----- | ----- | ----- | ----- | ----- | --------- |
| 19.08 | 17:00 | Croacia     | –        | Suiza       | 3 – 0 | 25-20 | 25-19 | 25-21 | –     | –     | 75 – 60   |
| 20.08 | 17:15 | Italia      | –        | Bielorrusia | 3 – 0 | 25-20 | 25-18 | 25-16 | –     | –     | 75 – 54   |
| 20.08 | 20:15 | Hungría     | –        | Eslovaquia  | 3 – 1 | 25-20 | 25-23 | 20-25 | 25-18 | –     | 95 – 86   |
| 21.08 | 17:00 | Bielorrusia | –        | Croacia     | 0 – 3 | 19-25 | 23-25 | 15-25 | –     | –     | 57 – 75   |
| 21.08 | 20:00 | Hungría     | –        | Suiza       | 2 – 3 | 25-22 | 23-25 | 27-29 | 25-23 | 11-15 | 111 – 114 |
| 22.08 | 17:00 | Croacia     | –        | Eslovaquia  | 3 – 0 | 25-21 | 25-14 | 25-13 | –     | –     | 75 – 48   |
| 22.08 | 20:00 | Italia      | –        | Hungría     | 3 – 0 | 25-16 | 25-15 | 25-19 | –     | –     | 75 –50    |
| 23.08 | 17:15 | Eslovaquia  | –        | Italia      | 1 – 3 | 19-25 | 18-25 | 27-25 | 17-25 | –     | 81 – 100  |
| 23.08 | 20:15 | Suiza       | –        | Bielorrusia | 0 – 3 | 23-25 | 15-25 | 15-25 | –     | –     | 53 – 75   |
| 24.08 | 17:00 | Hungría     | –        | Croacia     | 1 – 3 | 19-25 | 25-21 | 17-25 | 21-25 | –     | 82 – 96   |
| 24.08 | 20:00 | Suiza       | –        | Eslovaquia  | 1 – 3 | 25-21 | 14-25 | 19-25 | 22-25 | –     | 80 – 96   |
| 25.08 | 18:00 | Bielorrusia | –        | Hungría     | 3 – 2 | 20-25 | 14-25 | 25-16 | 25-23 | 15-12 | 99 – 101  |
| 25.08 | 21:00 | Croacia     | –        | Italia      | 0 – 3 | 15-25 | 23-25 | 14-25 | –     | –     | 52 – 75   |
| 26.08 | 17:00 | Eslovaquia  | –        | Bielorrusia | 2 – 3 | 25-18 | 25-23 | 23-25 | 28-30 | 12-15 | 113 – 111 |
| 26.08 | 20:00 | Italia      | –        | Suiza       | 3 – 0 | 25-17 | 25-18 | 27-25 | –     | –     | 77 – 60   |

- (¹) – Todos en Zadar.

### Grupo D
| Equipo       | Partidos | Partidos | Partidos |      | Sets | Sets | Sets   | Puntos | Puntos | Puntos |
| Equipo       | PJ       | PG       | PP       | Pts. | SG   | SP   | Ratio  | PG     | PP     | Ratio  |
| ------------ | -------- | -------- | -------- | ---- | ---- | ---- | ------ | ------ | ------ | ------ |
| Turquía      | 5        | 5        | 0        | 15   | 15   | 1    | 15,000 | 405    | 298    | 1,359  |
| Países Bajos | 5        | 4        | 1        | 12   | 12   | 4    | 3,000  | 387    | 288    | 1,344  |
| Ucrania      | 5        | 3        | 2        | 9    | 9    | 7    | 1,286  | 359    | 346    | 1,038  |
| Suecia       | 5        | 2        | 3        | 5    | 6    | 11   | 0,545  | 358    | 393    | 0,911  |
| Finlandia    | 5        | 1        | 4        | 4    | 6    | 13   | 0,462  | 377    | 450    | 0,838  |
| Rumanía      | 5        | 0        | 5        | 0    | 3    | 15   | 0,200  | 330    | 441    | 0,748  |

| Fecha | Hora  | Partido¹     | Partido¹ | Partido¹     | Res.  | Set 1 | Set 2 | Set 3 | Set 4 | Set 5 | Total     |
| ----- | ----- | ------------ | -------- | ------------ | ----- | ----- | ----- | ----- | ----- | ----- | --------- |
| 18.08 | 20:30 | Rumanía      | –        | Turquía      | 1 – 3 | 25-23 | 10-25 | 20-25 | 17-25 | –     | 72 – 98   |
| 19.08 | 16:00 | Suecia       | –        | Finlandia    | 3 – 2 | 24-26 | 17-25 | 25-19 | 27-25 | 15-13 | 108 – 108 |
| 19.08 | 19:00 | Países Bajos | –        | Ucrania      | 3 – 0 | 25-17 | 25-12 | 25-22 | –     | –     | 75 – 51   |
| 20.08 | 17:30 | Finlandia    | –        | Países Bajos | 0 – 3 | 10-25 | 10-25 | 18-25 | –     | –     | 38 – 75   |
| 20.08 | 20:30 | Turquía      | –        | Ucrania      | 3 – 0 | 25-14 | 25-19 | 26-24 | –     | –     | 76 – 57   |
| 21.08 | 17:30 | Finlandia    | –        | Ucrania      | 1 – 3 | 19-25 | 23-25 | 28-26 | 22-25 | –     | 92 – 101  |
| 21.08 | 20:30 | Rumanía      | –        | Suecia       | 0 – 3 | 21-25 | 17-25 | 16-25 | –     | –     | 54 – 75   |
| 22.08 | 17:30 | Turquía      | –        | Suecia       | 3 – 0 | 31-29 | 25-21 | 25-11 | –     | –     | 81 – 61   |
| 22.08 | 20:30 | Países Bajos | –        | Rumanía      | 3 – 1 | 25-12 | 25-27 | 25-17 | 25-14 | –     | 100 – 70  |
| 23.08 | 17:30 | Ucrania      | –        | Suecia       | 3 – 0 | 25-23 | 25-17 | 25-20 | –     | –     | 75 – 60   |
| 23.08 | 20:30 | Turquía      | –        | Finlandia    | 3 – 0 | 25-19 | 25-12 | 25-15 | –     | –     | 75 – 46   |
| 24.08 | 17:30 | Países Bajos | –        | Turquía      | 0 – 3 | 21-25 | 21-25 | 20-25 | –     | –     | 62 – 75   |
| 24.08 | 20:30 | Rumanía      | –        | Finlandia    | 1 – 3 | 25-18 | 22-25 | 22-25 | 22-25 | –     | 91 – 93   |
| 25.08 | 17:30 | Suecia       | –        | Países Bajos | 0 – 3 | 21-25 | 20-25 | 13-25 | –     | –     | 54 – 75   |
| 25.08 | 20:30 | Rumanía      | –        | Ucrania      | 0 – 3 | 15-25 | 17-25 | 11-25 | –     | –     | 43 – 75   |

- (¹) – Todos en Cluj-Napoca.

## Fase final
- Todos los partidos en la hora local de Serbia (UTC+2) o de Bulgaria (UTC+3).

|  | Octavos de final      | Octavos de final      |              |         | Cuartos de final               | Cuartos de final               |  |              | Semifinales     | Semifinales     |         |              | Final           | Final           |  |
|  | 28, 29 y 30 de agosto | 28, 29 y 30 de agosto |              |         | 31 de agosto y 1 de septiembre | 31 de agosto y 1 de septiembre |  |              | 3 de septiembre | 3 de septiembre |         |              | 4 de septiembre | 4 de septiembre |  |
|  |                       |                       |              |         |                                |                                |  |              |                 |                 |         |              |                 |                 |  |
|  |                       |                       |              |         |                                |                                |  |              |                 |                 |         |              |                 |                 |  |
|  | Turquía               | 3                     |              |         |                                |                                |  |              |                 |                 |         |              |                 |                 |  |
|  | Turquía               | 3                     |              |         |                                |                                |  |              |                 |                 |         |              |                 |                 |  |
|  | República Checa       | 1                     |              |         |                                |                                |  |              |                 |                 |         |              |                 |                 |  |
|  | República Checa       | 1                     |              | Turquía | 3                              |                                |  |              |                 |                 |         |              |                 |                 |  |
|  |                       |                       |              | Turquía | 3                              |                                |  |              |                 |                 |         |              |                 |                 |  |
|  |                       |                       | Polonia      | 0       |                                |                                |  |              |                 |                 |         |              |                 |                 |  |
|  | Polonia               | 3                     | Polonia      | 0       |                                |                                |  |              |                 |                 |         |              |                 |                 |  |
|  | Polonia               | 3                     |              |         |                                |                                |  |              |                 |                 |         |              |                 |                 |  |
|  | Ucrania               | 1                     |              |         |                                |                                |  |              |                 |                 |         |              |                 |                 |  |
|  | Ucrania               | 1                     |              |         |                                |                                |  | Turquía      | 1               |                 |         |              |                 |                 |  |
|  |                       |                       |              |         |                                |                                |  | Turquía      | 1               |                 |         |              |                 |                 |  |
|  |                       |                       | Serbia       | 3       |                                |                                |  |              |                 |                 |         |              |                 |                 |  |
|  | Serbia                | 3                     | Serbia       | 3       |                                |                                |  |              |                 |                 |         |              |                 |                 |  |
|  | Serbia                | 3                     |              |         |                                |                                |  |              |                 |                 |         |              |                 |                 |  |
|  | Hungría               | 0                     |              |         |                                |                                |  |              |                 |                 |         |              |                 |                 |  |
|  | Hungría               | 0                     |              | Serbia  | 3                              |                                |  |              |                 |                 |         |              |                 |                 |  |
|  |                       |                       |              | Serbia  | 3                              |                                |  |              |                 |                 |         |              |                 |                 |  |
|  |                       |                       | Francia      | 1       |                                |                                |  |              |                 |                 |         |              |                 |                 |  |
|  | Croacia               | 2                     | Francia      | 1       |                                |                                |  |              |                 |                 |         |              |                 |                 |  |
|  | Croacia               | 2                     |              |         |                                |                                |  |              |                 |                 |         |              |                 |                 |  |
|  | Francia               | 3                     |              |         |                                |                                |  |              |                 |                 |         |              |                 |                 |  |
|  | Francia               | 3                     |              |         |                                |                                |  |              |                 |                 |         | Serbia       | 1               |                 |  |
|  |                       |                       |              |         |                                |                                |  |              |                 |                 |         | Serbia       | 1               |                 |  |
|  |                       |                       | Italia       | 3       |                                |                                |  |              |                 |                 |         |              |                 |                 |  |
|  | Bulgaria              | 2                     | Italia       | 3       |                                |                                |  |              |                 |                 |         |              |                 |                 |  |
|  | Bulgaria              | 2                     |              |         |                                |                                |  |              |                 |                 |         |              |                 |                 |  |
|  | Suecia                | 3                     |              |         |                                |                                |  |              |                 |                 |         |              |                 |                 |  |
|  | Suecia                | 3                     |              | Suecia  | 0                              |                                |  |              |                 |                 |         |              |                 |                 |  |
|  |                       |                       |              | Suecia  | 0                              |                                |  |              |                 |                 |         |              |                 |                 |  |
|  |                       |                       | Países Bajos | 3       |                                |                                |  |              |                 |                 |         |              |                 |                 |  |
|  | Países Bajos          | 3                     | Países Bajos | 3       |                                |                                |  |              |                 |                 |         |              |                 |                 |  |
|  | Países Bajos          | 3                     |              |         |                                |                                |  |              |                 |                 |         |              |                 |                 |  |
|  | Alemania              | 1                     |              |         |                                |                                |  |              |                 |                 |         |              |                 |                 |  |
|  | Alemania              | 1                     |              |         |                                |                                |  | Países Bajos | 1               |                 |         |              |                 |                 |  |
|  |                       |                       |              |         |                                |                                |  | Países Bajos | 1               |                 |         |              |                 |                 |  |
|  |                       |                       | Italia       | 3       |                                |                                |  |              |                 |                 |         |              |                 |                 |  |
|  | Italia                | 3                     | Italia       | 3       |                                |                                |  |              |                 |                 |         |              |                 |                 |  |
|  | Italia                | 3                     |              |         |                                |                                |  |              |                 |                 |         |              |                 |                 |  |
|  | Bélgica               | 1                     |              |         |                                |                                |  |              |                 |                 |         |              |                 |                 |  |
|  | Bélgica               | 1                     |              | Italia  | 3                              |                                |  |              |                 |                 |         | Tercer lugar | Tercer lugar    |                 |  |
|  |                       |                       |              | Italia  | 3                              |                                |  |              |                 |                 |         | Tercer lugar | Tercer lugar    |                 |  |
|  |                       |                       | Rusia        | 0       |                                |                                |  |              |                 |                 |         |              |                 |                 |  |
|  | Rusia                 | 3                     | Rusia        | 0       |                                |                                |  |              |                 |                 | Turquía | 3            |                 |                 |  |
|  | Rusia                 | 3                     |              |         |                                |                                |  |              |                 |                 | Turquía | 3            |                 |                 |  |
|  | Bielorrusia           | 1                     |              |         |                                |                                |  |              |                 |                 |         |              | Países Bajos    | 0               |  |
|  | Bielorrusia           | 1                     |              |         |                                |                                |  |              |                 |                 |         |              | Países Bajos    | 0               |  |
|  |                       |                       |              |         |                                |                                |  |              |                 |                 |         |              |                 |                 |  |

### Octavos de final
| Fecha | Hora  | Partido¹     | Partido¹ | Partido¹        | Res.  | Set 1 | Set 2 | Set 3 | Set 4 | Set 5 | Total     |
| ----- | ----- | ------------ | -------- | --------------- | ----- | ----- | ----- | ----- | ----- | ----- | --------- |
| 28.08 | 17:30 | Países Bajos | –        | Alemania        | 3 – 1 | 25-22 | 23-25 | 25-19 | 25-23 | –     | 98 – 89   |
| 28.08 | 20.30 | Bulgaria     | –        | Suecia          | 2 – 3 | 25-12 | 21-25 | 22-25 | 25-14 | 17-19 | 110 – 95  |
| 29.08 | 17:30 | Turquía      | –        | República Checa | 3 – 1 | 25-13 | 22-25 | 25-14 | 25-13 | –     | 97 – 65   |
| 29.08 | 20:30 | Polonia      | –        | Ucrania         | 3 – 1 | 21-25 | 25-21 | 25-22 | 25-17 | –     | 96 – 85   |
| 29.08 | 17:00 | Croacia      | –        | Francia         | 2 – 3 | 25-16 | 21-25 | 25-22 | 22-25 | 12-15 | 105 – 103 |
| 29.08 | 20.00 | Serbia       | –        | Hungría         | 3 – 0 | 25-20 | 25-19 | 25-17 | –     | –     | 75 – 56   |
| 30.08 | 17:00 | Italia       | –        | Bélgica         | 3 – 1 | 25-14 | 23-25 | 25-17 | 25-12 | –     | 98 – 68   |
| 30.08 | 20:00 | Rusia        | –        | Bielorrusia     | 3 – 1 | 27-25 | 25-20 | 19-25 | 25-23 | –     | 96 – 93   |

- (¹) – Los primeros cuatro en Plovdiv y los otro cuatro en Belgrado.

### Cuartos de final
| Fecha | Hora  | Partido¹ | Partido¹ | Partido¹     | Res.  | Set 1 | Set 2 | Set 3 | Set 4 | Set 5 | Total   |
| ----- | ----- | -------- | -------- | ------------ | ----- | ----- | ----- | ----- | ----- | ----- | ------- |
| 31.08 | 17:30 | Suecia   | –        | Países Bajos | 0 – 3 | 25-27 | 16-25 | 19-25 | –     | –     | 60 – 77 |
| 31.08 | 20:30 | Turquía  | –        | Polonia      | 3 – 0 | 25-18 | 25-14 | 25-23 | –     | –     | 75 – 55 |
| 01.09 | 17:00 | Italia   | –        | Rusia        | 3 – 0 | 25-20 | 25-8  | 25-15 | –     | –     | 75 – 43 |
| 01.09 | 20:00 | Serbia   | –        | Francia      | 3 – 1 | 22-25 | 25-18 | 25-7  | 25-20 | –     | 97 – 70 |

- (¹) – Los primeros dos en Plovdiv y los otro dos en Belgrado.

### Semifinales
| Fecha | Hora  | Partido¹     | Partido¹ | Partido¹ | Res.  | Set 1 | Set 2 | Set 3 | Set 4 | Set 5 | Total    |
| ----- | ----- | ------------ | -------- | -------- | ----- | ----- | ----- | ----- | ----- | ----- | -------- |
| 03.09 | 17:00 | Turquía      | –        | Serbia   | 1 – 3 | 34-32 | 26-28 | 23-25 | 13-25 | –     | 96 – 110 |
| 03.09 | 20:00 | Países Bajos | –        | Italia   | 1 – 3 | 19-25 | 17-25 | 25-16 | 18-25 | –     | 79 – 91  |

- (¹) – Ambos en Belgrado.

### Tercer lugar
| Fecha | Hora  | Partido¹ | Partido¹ | Partido¹     | Res.  | Set 1 | Set 2 | Set 3 | Set 4 | Set 5 | Total   |
| ----- | ----- | -------- | -------- | ------------ | ----- | ----- | ----- | ----- | ----- | ----- | ------- |
| 04.09 | 17:00 | Turquía  | –        | Países Bajos | 3 – 0 | 25-20 | 25-19 | 25-23 | –     | –     | 75 – 62 |

- (¹) – En Belgrado.

### Final
| Fecha | Hora  | Partido¹ | Partido¹ | Partido¹ | Res.  | Set 1 | Set 2 | Set 3 | Set 4 | Set 5 | Total  |
| ----- | ----- | -------- | -------- | -------- | ----- | ----- | ----- | ----- | ----- | ----- | ------ |
| 04.09 | 20:00 | Serbia   | –        | Italia   | 1 – 3 | 26-24 | 22-25 | 19-25 | 11-25 | –     | 78 –99 |

- (¹) – En Belgrado.

## Medallero
| Italia | Serbia | Turquía |
| Sara Bonifacio Cristina Chirichella Anna Danesi Monica De Gennaro Sofia D'Odorico Paola Egonu Sarah Luisa Fahr (R) Alessia Gennari Ofelia Malinov Alessia Mazzaro Sylvia Nwakalor Alessia Orro Beatrice Parrocchiale Elena Pietrini Miriam Sylla | Ana Bjelica Jelena Blagojević Tijana Bošković Bianka Buša Sara Carić Jovana Kocić Katarina Lazović Bojana Milenković Slađana Mirković Maja Ognjenović Mina Popović Silvija Popović Milena Rašić Stefana Veljković | Ayça Aykaç İlkin Aydın Hande Baladın Beliz Başkır Meryem Boz Eda Erdem Dündar Zehra Güneş Yasemin Güveli Meliha İsmailoğlu Ebrar Karakurt Cansu Özbay Simge Şebnem Aköz Tuğba Şenoğlu Buse Ünal |
| Zoran Terzić (seleccionador) | Davide Mazzanti (seleccionador) | Giovanni Guidetti (seleccionador) |

## Estadísticas

### Clasificación general
| 1. Italia CM             |
| 2. Serbia                |
| 3. Turquía CM            |
| 4. Países Bajos          |
| 5. Polonia               |
| 6. Rusia                 |
| 7. Francia               |
| 8. Suecia                |
| 9. Bulgaria              |
| 10. Croacia              |
| 11. Alemania             |
| 12. Ucrania              |
| 13. Bélgica              |
| 14. Bielorrusia          |
| 15. República Checa      |
| 16. Hungría              |
| 17. Eslovaquia           |
| 18. Finlandia            |
| 19. Bosnia y Herzegovina |
| 20. España               |
| 21. Suiza                |
| 22. Grecia               |
| 23. Rumanía              |
| 24. Azerbaiyán           |

### Máximas anotadoras
| N.º | Nombre              | Selección    | Puntos | Partidos jugados |
| --- | ------------------- | ------------ | ------ | ---------------- |
| 1   | Tijana Bošković     | Serbia       | 215    | 9                |
| 2   | Paola Egonu         | Italia       | 193    | 9                |
| 3   | Isabelle Haak       | Suecia       | 175    | 7                |
| 4   | Ebrar Karakurt      | Turquía      | 145    | 9                |
| 5   | Elena Pietrini      | Italia       | 135    | 9                |
| 6   | Arina Fiodorovtseva | Rusia        | 124    | 7                |
| 7   | Lucille Gicquel     | Francia      | 118    | 7                |
| 7   | Magdalena Stysiak   | Polonia      | 118    | 6                |
| 9   | Nika Daalderop      | Países Bajos | 117    | 9                |
| 10  | Britt Herbots       | Bélgica      | 116    | 5                |

Fuente: 